# Ніжегородов Геннадій Олександрович
Генна́дій Олекса́ндрович Ніжеґоро́дов (рос. Нижегородов Геннадий Александрович, 7 червня 1977, Одеса, УРСР) — російський футболіст, захисник. Захищав кольори одеського «Чорноморця».

## Ігрова кар'єра
Почав грати в Одесі. Перші тренери — С. Т. Семенов (СДЮШОР «Черноморець») і В. В. Кузьмін (ДЮСШ СКА). Грав у російських командах: «Волгарь-Газпром» (Астрахань), «Локомотив» (Нижній Новгород), «Локомотив» (Москва), «Терек» (Грозний), «Шинник» (Ярославль).
В російській прем'єр-лізі провів 191 матч. У 2002 році отримав премію «Стрелец» як найкращий захисник російського чемпіонату. Брав участь в 36 матчах єврокубкових турнірів.

### Досягнення як гравець
- Чемпіон Росії: (2002, 2004).
- Володар Кубка Росії: (2000, 2001)
- Переможець Суперкубка Росії (2003)

## Тренерська кар'єра
З 2012 року почав працювати у тренерському штабі одеського «Чорноморця». У серпні 2017 року «Чорноморець» припинив співпрацю з Ніжегородовим. 24 жовтня 2019 року Геннадія Ніжегородова призначено помічником Андрія Ущаповського в «Чорноморці-2».